# Jahr
Das Jahr (althochdeutsch jar, lateinisch annus) ist eine Zeitdauer, die je nach Definition eine unterschiedliche Länge hat:
- Im astronomischen Sinn basieren diverse Definitionen des Begriffs „Jahr“ auf der Dauer des Erdumlaufs um die Sonne, bzw. der scheinbaren Bewegung der Sonne am Himmel.[1] Dabei wird zwischen siderischem Jahr, tropischem Jahr und anomalistischem Jahr unterschieden, die mit geringen gegenseitigen Abweichungen alle etwa 365¼ Tage dauern. Gelegentlich wird „Jahr“ auch auf die Umlaufsdauer anderer Himmelskörper um ihren Zentralstern bezogen, man spricht dann etwa von „Marsjahr“.
- Das bürgerliche Jahr oder Kalenderjahr beruht auf dem tropischen Jahr. Es dauert entweder 365 Tage (Gemeinjahr) oder 366 Tage (Schaltjahr). Im Alltag versteht man unter dem Begriff „Jahr“ die jeweilige Zeit vom 1. Januar bis 31. Dezember.

- Von der Kalenderrechnung abweichende Jahreseinteilungen sind kulturell (z. B. Schuljahr, Memorialjahr) oder individuell (z. B. Lebensjahr) geprägt.
- Phänologische Jahre umfassen den Zyklus der vier Jahreszeiten. Sie orientieren sich meist an bestimmten Naturereignissen im Jahresablauf.

Aus Sicht des physikalischen Messwesens stellt ein „Jahr“ (ohne Präzisierung der Bemessungsgrundlage) keine Maßeinheit dar, im Internationalen Einheitensystem wird ein Einheitenzeichen a (für lateinisch annus „Jahr“) in gewissen Zusammenhängen toleriert. Eine verbindliche Norm für die Länge eines Jahres gibt es dabei nicht, die obengenannten Werte kommen aber als speziellere normative Grundlagen vor.

## Bürgerliches Jahr
In der Kalenderrechnung ist Kalenderjahr oder bürgerliches Jahr allgemein die Bezeichnung für die durchschnittliche Jahreslänge des Kalendersystems, unabhängig davon, wie Gemein- und Schaltjahre berechnet werden. Das Jahr (in dem Konzept 1. 1. bis 31. 12.) ist ein Kalenderjahr eines Solarkalenders in Unterscheidung zum Lunarjahr (Mondjahr) und dem Lunisolarjahr, die deutlich andere Längen haben. Der Ausdruck „bürgerliche Zeitrechnung“ bezieht sich auf die Unterscheidung zu „physikalisch“, „technisch“ bzw. „astronomisch“.
Die DIN 1355-1 Norm trifft eine Aussage zu den Zeitpunkten von Beginn und Ende des bürgerlichen Jahres, nicht aber zu der dazwischen verstrichenen Zeitspanne, z. B.: „Das Kalenderjahr beginnt mit dem 1. Januar“ [00:00 Uhr] „und endet mit dem nachfolgenden 31. Dezember“ [24:00 Uhr]
Neben dem normalen Gemeinjahr zu 365 Tagen kennt der bürgerliche Kalender Schaltjahre zu 366 Tagen.
Damit ergibt sich die Länge eines bürgerlichen Jahres zu:
1 Kalenderjahr = 365 oder 366 Kalendertage
Wobei ein Kalendertag (00:00–24:00) in der Länge im Allgemeinen dem Tag (des Internationalen Einheitensystems) zu 86.400 Sekunden (des Internationalen Einheitensystems) entspricht, im Normalfall also:
1 Gemeinjahr = 31.536.000 Sekunden; 1 (kalendarisches) Schaltjahr = 31.622.400 Sekunden
Gelegentlich wird die kalendarische Jahreslänge auch durch das Einfügen von koordinierten Schaltsekunden verändert. Die Schaltsekunden werden am 30. Juni oder 31. Dezember, wenn nötig auch 31. März oder 30. September eingefügt, wodurch diese Kalendertage eine Sekunde länger sein können.
Durch die Schalttage wird das durchschnittliche Kalenderjahr an das tropische Jahr angepasst. Die Schaltsekunden dienen hingegen der Anpassung des durchschnittlichen Kalendertags an den mittleren Sonnentag, durch sie wird also die Koordinierte Weltzeit UTC (coordinated universal time) mit der Universalzeit UT (universal time) und der Atomzeit TAI koordiniert.
Das Jahr wird in 12 Monate eingeteilt. Diese schwanken im bürgerlichen Kalender in der Länge.
1 Kalenderjahr = 12 Kalendermonate
Ein Bürgerliches Jahr dauert 52 Wochen (zu 7 Tagen) und einen oder zwei Tage. Eine Kalenderwoche dauert von Montag bis Sonntag und wird unabhängig vom Jahr gezählt, so dass 52 oder 53 Kalenderwochen in ein Jahr fallen können. Erste Kalenderwoche des Jahres ist die Woche, „in die mindestens vier der ersten 7 Januartage fallen“, d. h., der 4. Januar befindet sich immer in der ersten Kalenderwoche.
1 Kalenderjahr = 52 Wochen + 1 oder 2 Kalendertage

### Jahreszahl
Die Kalenderjahre werden nach der ISO 8601 vom Jahr Null ausgehend fortlaufend mit der Jahreszahl nummeriert. Damit ist ein einzelnes Kalenderjahr eindeutig beschrieben und wird zur Grundgröße der Zeitrechnung und Teil des Kalenderdatums. Je nach Datumsformat wird sie zwei- oder vierstellig aufgeführt.
Derzeit ist das Jahr 2025.

### Jahresbeginn
Als Neujahrstag, an dem die Jahreszahl wechselt, wurde im Jahr 1691 durch Papst Innozenz XII. der 1. Januar festgesetzt.

### Wirtschaftliche und statistische Definitionen
GeschäftsjahrDer Zeitraum für eine Bilanz, auch: Wirtschaftsjahr, Fiskaljahr, Haushaltsjahr. Ein Fiskaljahr muss nicht unbedingt mit einem Kalenderjahr beginnen.
Die Dauer eines Geschäftsjahrs entspricht der des bürgerlichen Jahres.
BankjahrIn der Zinsrechnung sind neben kalendermäßig auch Usancen zu exakt 360 Kalendertagen üblich.
Daneben gibt es auch zahlreiche andere Wirtschaftsjahre:
- Das Braujahr dauert vom 1. Oktober bis zum 30. September des Folgejahres.
- Das Jagdjahr beginnt mit dem 1. April und endet mit dem 31. März des folgenden Kalenderjahres. Das Jagdjahr wird für die Erstellung von Strecken-Statistiken benutzt und in der Regel wird die Dauer von Jagdpachtzeiten in den Jagdpachtverträgen über die Jagdjahre angegeben.
- Das Fahrplanjahr im öffentlichen Verkehr beginnt immer an einem Sonntag und umfasst meistens 364 Tage. Periodisch ist es sieben Tage länger.

### In verschiedenen Kalendern
Andere Kalendersysteme verwenden sowohl andere Definition der Länge und des Beginns eines Jahres, als auch andere Bezugsdaten, also andere Jahreszahlen. Mitte 2006 ist zum Beispiel nach der islamischen Zeitrechnung das Jahr 1427, im jüdischen Kalender 5766, im traditionellen chinesischen Kalender 丙戌 „Feuer-Hund“.
Gregorianisches Kalenderjahr
Aus historischen Gründen ist der derzeit weltweit verbreitete und – insbesondere in Europa – gesetzlich gültige Kalender, der gregorianische Kalender. Das gregorianische Kalenderjahr ist ein Solarkalender und orientiert sich am tropischen Jahr (Sonnenjahr). Im Alltag meint das „gregorianische Jahr“ die Zeit von Neujahr bis Silvester.
Die längerfristig mittlere Länge des Kalenderjahres nach dem gregorianischen Kalender (ohne Berücksichtigung der koordinierten Weltzeit):
- 365,2425 Tage = 365 Tage, 5 Stunden, 49 Minuten, 12 Sekunden = 31.556.952 Sekunden.

Die Länge errechnet sich daraus, dass nach den Schaltregeln des gregorianischen Kalenders innerhalb von 400 Jahren jeweils 97 Schalttage eingefügt werden. Diese Regeln versuchen, wie bei allen Sonnenkalendern, das bürgerliche Jahr der wahren Umlaufdauer der Erde um die Sonne – dem tropischen Jahr – möglichst einfach und doch hinreichend genau anzunähern (siehe → #In der Astronomie).
KirchenjahrDas römisch-katholische und das evangelische Kirchenjahr beginnen am 1. Adventssonntag.
Das orthodoxe Kirchenjahr ist ähnlich aufgebaut, beginnt jedoch am 1. September.
Siehe auch: Jubeljahr, Sabbatjahr – ein besonders heiliges Jahr alle 50 Jahre
Sothisches JahrDas heliakische Jahr des Sirius im ägyptischen Kalender.
LunisolarjahrEin Solarjahr mit Mondmonaten. Die Länge variiert je nach Schaltmonaten und Monatslängen zwischen 353 und 385 Tagen.
Jüdisches JahrDas jüdische Jahr ist ein Lunisolarjahr. Zur Angleichung an das Sonnenjahr, hat sein Normaljahr 12 Mondmonate (ordentlich 354 Tage) und sein Schaltjahr hat 13 Mondmonate (ordentlich 384 Tage). Das bürgerliche jüdische Jahr beginnt im Herbst mit dem Monat Tischri. In diesem wurden, gemäß jüdischer Tradition, Adam und Eva erschaffen. In biblischer Zeit begann es im Frühjahr mit dem Monat Nisan, dem Monat der Erlösung, in dem die Israeliten aus Ägypten auszogen. Das religiöse jüdische Jahr beginnt mit dem Monat Nisan, der Tischri gilt hier als siebter Monat des Jahres.
LunarjahrDie Grundgröße des Lunarkalenders. Es umfasst zwölf Monate oder 354 bis 355 Tage.
Zu weiteren speziellen kalendarischen Jahren siehe die Liste der Kalendersysteme.
Als verworrenes Jahr bezeichnet man das längste Kalenderjahr der Geschichte, das bei der Einführung des julianischen Kalenders (46 v. Chr.) auftrat, es war 445 Tage lang; siehe hierzu auch Jahr Null. Das kürzeste Jahr war 1582, als durch die Einführung des gregorianischen Kalenders 10 Tage übersprungen wurden.
Das bisher längste Jahr im bürgerlichen Kalender war 1972, als Schaltjahr um einen Tag und außerdem um zwei koordinierte Schaltsekunden länger als üblich. Mehr als eine Schaltsekunde in einem einzigen Jahr waren seither nie mehr nötig und werden absehbar nicht vorgesehen sein.

## In den Geowissenschaften
Die Zeit zwischen zwei Naturereignissen als Jahr zu bezeichnen, entspricht dem ursprünglichsten und intuitiven Konzept von Jahresablauf als Zyklus der Jahreszeiten. Hierbei kann es sich etwa um den Zeitraum zwischen zwei Frühlingshochwässern eines Stromes handeln, um bestimmte Vogelzüge, agrarische Ereignisse oder den ersten Frost. Definitionen in diesem Sinne sind:
Meteorologisches JahrDas Jahr der Meteorologie beginnt mit dem meteorologischen Winter der Nordhalbkugel am 1. Dezember des kalendarischen Vorjahrs. Die meteorologischen Jahreszeiten umfassen aus Gründen der einfacheren Statistikführung immer volle Kalendermonate.
Hydrologisches Jahr, Abflussjahr1. November bis 31. Oktober (DIN 4049) bzw. 1. Oktober bis 30. September (Österreich, Schweiz)
Phänologisches JahrDie Phänologie untersucht das tatsächliche Eintreffen bestimmter botanischer Ereignisse in einer Region. Es beginnt für Europa mit dem Eintreffen des Vorfrühlings als Blühbeginn von Hasel und Schneeglöckchen. Es hat (in Mitteleuropa) zehn Jahreszeiten.
Für erdgeschichtliche Datierungen ist der Nullpunkt des Kalenders irrelevant, hier gibt man Jahre im Allgemeinen in ‚Jahrmillionen vor heute‘ an: million years ago (mya), daneben ist auch bya für billion years ago, ‚Jahrmilliarden vor heute‘ möglich. Zeitspannen werden dann in Ma (Megajahren) angegeben, in englischen Sprachraum auch mit yr anstelle von a.

## In der Astronomie
Ohne weitere Zusätze ist mit „Jahr“ das Sonnenjahr gemeint:
Ein Sonnenjahr ist ein Umlauf der Erde auf ihrer Bahn um die Sonne bzw. die dafür benötigte Zeit.
„Umlauf“ ist eine Frage der Bezugspunkte, die sich aber aufgrund der komplexen Kräfte- und Bewegungsverhältnisse im Sonnensystem laufend verschieben, daher gibt es einige ganz spezielle Definitionen. Die genauen Längen sind kurz- und mittelfristigen periodischen Schwankungen unterworfen, deshalb werden im Folgenden Mittelwerte angegeben. Auch diese sind langfristigen („säkularen“) Änderungen unterworfen, deshalb muss für große Genauigkeit ein Bezugsdatum angegeben werden. Im Folgenden ist dies die Standardepoche J2000.0.
Tropisches JahrSeit 1955 gilt die neue Definition, wonach das tropische Jahr der Zeitraum ist, in welchem die mittlere Länge der Sonne um 360° zunimmt. Dies ist geringfügig kürzer als nach der älteren Definition als die Zeit von einer Frühlings-Tagundnachtgleiche zur nächsten, bis die Erdachse wieder den gleichen Winkel zur Sonne hat, also eine vollständige (scheinbare) Umkreisung der Sonne um die Erde. Jeder Solarkalender „sollte“ sich nach dem tropischen Jahr richten, da es das jahreszeitliche Jahr beschreibt.
Dauer 2000.0:  365,24219052 Tage = 365 d 5 h 48 min 45,261 s
Siderisches JahrDie Zeit für einen Umlauf der Erde um die Sonne in Bezug auf eine feste Richtung im Raum, das ist also eine vollständige Umkreisung relativ zu einem Fixstern. Das Siderische Jahr unterscheidet sich vom tropischen Jahr, weil die Erdachse langsam ihre Richtung ändert (Präzession).
Dauer 2000.0: 365,2563604167 Tage = 365 d 6 h 9 min 9,54 s
Anomalistisches JahrDie Zeit zwischen zwei aufeinander folgenden Periheldurchgängen der Erde, also von einem sonnennächsten Punkt zum nächsten. Es ist knapp 5 Minuten länger als das Siderische Jahr, denn das Perihel der Erde verschiebt sich pro Jahr (Periheldrehung).
Dauer 2000.0: 365,259635864 Tage = 365 d 6 h 13 min 52,539 s
Das Besselsche Sonnenjahr war die Grundgröße der veralteten Bessel-Epoche. Es entspricht in der Länge dem Tropischen Jahr.
Im Prinzip wird allgemein die Zeitspanne zwischen zwei Wiederholungen eines Ereignisses, das mit dem Orbit eines beliebigen astronomischen Objektes um seinen Zentralobjekt zusammenhängt, also jeder vollständige Umlauf, als Jahr bezeichnet. Ein Umlauf der Erde um die Sonne ist in diesem Sinn ein Erdjahr.
- Ein siderisches Merkurjahr dauert zum Beispiel knapp 88 Tage, ein Marsjahr ca. 687 Tage und das des Pluto 90.465 Tage, also 248 Jahre. Hier wird der Ausdruck ‚Jahr‘ also synonym zu Bahnperiode gebraucht. Bei Monden nennt man die Bahnperiode hingegen Monat.
- das heliakische Jahr ist die Zeitspanne zwischen zwei aufeinanderfolgenden heliakische Aufgängen eines Fixsterns. Die Länge und der Beginn eines solchen Jahres ist von der Geographischen Breite und Position des Sternes abhängig.
- Das Finsternisjahr (auch drakonitisches Jahr genannt) ist das Zeitintervall zwischen zwei Durchgängen der Sonne durch denselben Mondknoten. Es steht im Zusammenhang mit Sonnen- und Mondfinsternissen. Die Länge beträgt etwa 346,62 Tage = 346 d 15 h
- Platonisches Jahr ist ein Name für den Zyklus der Präzession: Er ist die Zeit eines vollständigen Umlaufs der Erdachse auf dem Kegelmantel, der durch die Präzession beschrieben wird und dauert etwa 25.700 bis 25.800 Jahre
- Das galaktische Jahr ist der vollständige Umlauf der Sonne – und unseres Planetensystems – um das galaktische Zentrum. Es dauert etwa 220–240 Millionen Jahre.

Unabhängig davon wird in der Astronomie die Bezeichnung „Jahr“ auch als Zeitmaß gebraucht. In diesem Fall ist damit eine Zeitspanne von 365,25 Tagen zu 86400 Sekunden gemeint, die durchschnittliche Dauer eines Jahrs im julianischen Kalender. Der Grund dafür ist, dass diese Einheit einerseits recht genau mit der Dauer eines Sonnenjahrs übereinstimmt und man andererseits einfach damit rechnen kann. Für langfristige Berechnungen werden auch die Einheiten Julianisches Jahrhundert (36525 Tage) und Julianisches Jahrtausend benutzt. Das bedeutet jedoch nicht, dass Astronomen den julianischen Kalender benutzen würden. Für Datumsangaben verwenden sie den üblichen bürgerlichen (d. h. gregorianischen) Kalender oder das julianische Datum.

## In anderem kulturellen Zusammenhang
SchuljahrDie Zeitspanne, die ein Schüler benötigt, um von einer Klasse zur nächsten zu gelangen.
Ein Schuljahr beginnt im juristischen Sinn immer zu einem gewissen Stichdatum (etwa 1. August in einigen Teilen Deutschlands). Für den Schüler endet ein Schuljahr meist mit dem Beginn der großen Ferien.
Studienjahr oder akademisches JahrEs dient der Einteilung der Studienzeit und besteht im Normalfall entweder aus zwei Semestern oder drei Trimestern.
Das Studienjahr beginnt mit dem ersten Tag des Wintersemesters.
Siehe auch:
- Sabbatical – ein Jahr der Teilzeitarbeit oder der Auszeit im Berufsleben
- Praktisches Jahr – ein Bestandteil der medizinischen Ausbildung

### Persönliche Jahre
In Unterscheidung zu den anderen Definitionen beziehen sich manche Angaben über Jahre auf individuelle chronologische Eckdaten, also bestimmte, persönliche Ereignisse. Diese orientieren sich nicht an der zyklischen Zeitrechnung des Kalenders, sondern an der linearen Zeitrechnung eines Menschenlebens.
LebensjahrEs dient dem Menschen zur Angabe seines Alters und beginnt mit dem Geburtstag. Das Geburtsjahr ist das Kalenderjahr, in das der Geburtstag fällt, das Todes- oder Sterbejahr das Kalenderjahr des Verscheidens.
Unterrichts- oder LehrjahrDas Schulbesuchsjahr (auch kurz Schuljahr genannt) bezeichnet die Klasse, in die ein Schüler geht. Eine ähnliche Verwendung findet sich auch für Studienjahr als Zeit, die seit der Immatrikulation verstrichen ist. Das Lehrjahr bezeichnet die Zeit seit Eintritt in eine gewerbliche Ausbildung.
Nach neun Schulbesuchsjahren ist die Schulpflicht erfüllt. Zwölf (in Deutschland teilweise dreizehn) Schulbesuchsjahre sind die Voraussetzung für die Hochschulreife. Die Mindeststudiendauer variiert nach Studienfach und Hochschulsystem. Die meisten Lehrberufe erfordern drei Jahre Lehrzeit, die mit der Gesellenprüfung abgeschlossen wird.
EhejahrDie Jahre, die eine Ehe schon andauert. Es beginnt mit der Hochzeit.

### Memorialjahre
Jahre, die dem Gedenken an einen Menschen oder der Erinnerung an ein Ereignis dienen. Hierzu zählen die Bezugsdaten der Jahrrechnung mancher Kalendersysteme (dynastische Kalender) nach dem Regierungsantritt eines Herrschers, im weiteren Sinne das Jahr Eins der meisten Kalendersysteme.
 GedenkjahrJahre, die der Geburt oder dem Todestag einer bedeutenden Persönlichkeit gewidmet sind.
Das Jahr Eins (Christi Geburt) unserer Zeitrechnung, aber auch das Mozartjahr 2006 zum 250. Geburtstag von Wolfgang Amadeus Mozart oder das Paulusjahr 2008/2009 zur 2000-Jahr-Feier der Geburt des Paulus von Tarsus.
ErinnerungsjahrDiese beziehen sich auf historische Ereignisse von prägender kultureller Wirkung.
Beispielsweise die Olympiaden als Basis der ältesten griechischen Zeitrechnung, oder das Einsteinjahr 2005 zum 100. Jahrestag der Ersterscheinung der Relativitätstheorie, oder 1000 Jahre Österreich 1996 nach der ersten bekannten urkundlichen Erwähnung des Namens.
JubiläumsjahrEs ist aber auch üblich, zu einem gewissen Jubiläum – also einem „runden“ Jahrestag, einer ausgewählten Anzahl von Jahren, die seither vergangen sind – besondere Jahre zu bestimmen.
Beispiele sind auch: Das Jubeljahr des mittelalterlichen Christentums, die Goldene Hochzeit (als das 50. Ehejahr), oder das Thronjubiläum eines Monarchen.
Der Gebrauch des Wortes Jubiläumsjahr im Zusammenhang mit Berichten über das Gedenkjahr zum Beginn des Ersten Weltkriegs wird angesichts der Folgen dieses Krieges als Geschmack- bzw. Gedankenlosigkeit empfunden.
ThemenjahrIn neuerer Zeit ist es auch beliebt geworden, Jahre einem gewissen sozio-kulturellen Aspekt zu widmen, um diesem besonderen Augenmerk einzuräumen.
Neben manchen schon erwähnten Jahren zählen dazu auch Bezeichnungen wie die von der UNO ausgerufenen Internationalen Jahre (z. B. das Jahr des Kindes 1979, oder das Jahr des Süßwassers 2003), aber auch Gebräuche wie den Vogel des Jahres (z. B. das Jahr des Archaeopteryx 1990, Schweiz) oder das besondere Feiern der Säkularjahre, die ein Jahrhundert beschließen (wie das Millennium 2000). Für die Römisch-katholische Kirche riefen die Päpste der jüngeren Zeit verschiedene Themenjahre aus, so Johannes Paul II. 2005 ein Jahr der Eucharistie, Benedikt XVI. 2012/2013 ein Jahr des Glaubens. – Veranstaltungen, die sich über mehrere Jahre erstrecken, werden oft in Themenjahre unterteilt, wie etwa das Konziljubiläum in Konstanz mit seinen Themenjahren von 2014 bis 2018: „5 Jahre – 5 Köpfe – 5 Themen“.

## Julianisches Jahr
Das julianische Jahr ist eine vom Jahresbegriff hergeleitete Maßeinheit der Zeit und entspricht einer Zeit von exakt 365,25 Tagen. Sie entspricht dem Mittelwert der Jahreslängen im julianischen Kalender und ist im Unterschied zum julianischen Kalenderjahr eine exakte, gleichbleibende Maßeinheit. Verwendung findet sie im Bereich der Astronomie, wenn dort allgemein von einem „Jahr“ gesprochen wird.

## Größere Einheiten
Jahre werden zusammengefasst zu einem Jahrzehnt (Dekade), Jahrhundert (Hektode), Jahrtausend (Millennium). Jahrzehntausend (Dekamillennium), Jahrhunderttausend (Hektamillennium). In den Naturwissenschaften, speziell in der Geologie und der Kosmologie, werden in Jahren gemessene Zeitabschnitte auch mittels der Vorsätze für Maßeinheiten angegeben:
- ka (im englischen Sprachraum auch kyr) ist die Abkürzung für ein Jahrtausend (kiloannum).
- Ma (im englischen Sprachraum auch Myr) ist die Abkürzung für eine Jahrmillion (megaannum).
- Ga (im englischen Sprachraum auch Gyr) ist die Abkürzung für eine Jahrmilliarde (gigaannum).

## Jahr und Tag
Jahr und Tag ist ein mittelalterlicher Rechtsbegriff. Es handelt sich dabei um die Maximalfrist nach dem alten Dingrecht. Sie entstand dadurch, dass man der Jahresfrist noch nach der örtlichen Praxis eine Anzahl von Tagen beifügte.

## Sachbücher über Jahre
Mit dem zuerst 1997 auf Englisch erschienenen Werk In 1926: Living at the Edge of Time des deutschen Literaturwissenschaftlers Hans Ulrich Gumbrecht setzte eine Reihe von Sachbüchern ein, die verschiedene Ereignisse eines Jahres „am Rande der Zeit“ behandeln, also historisch wenig markante Jahre.